# 桑托斯足球俱乐部
山度士足球會（Santos Futebol Clube）是來自巴西圣保罗州海港城市桑托斯的足球會。由三名居於山度士的足球熱愛者，馬基斯（Raimundo Marques）、迪金保斯（Mário Ferraz de Campos）及祖利亞（Argemiro de Souza Júnior），於1912年4月14日成立。球隊在1935年首度奪得聖保羅省聯賽冠軍，於20年後的1955年重溫舊夢。「球王」比利於1956年以15歲之齡加盟山度士，並於1962年及1963年帶領球隊兩度贏得洲際盃。
山度士作為巴西足球最成功的球會之一，在巴甲聯賽中贏得了八次全國冠軍，同時也贏得了22次巴西聖保羅州聯賽冠軍、三次南美自由盃冠軍、兩次洲際盃冠軍、一次洲際冠軍超級盃冠軍、一次南美足協盃（現今南美球會盃的前身）冠軍、一次巴西盃冠軍和一次南美超級盃冠軍。山度士在1998年1月20日成為足球歷史上首隊射入超過10,000球的球隊，並被FIFA評選為二十世紀最佳球會之一。

## 球會歷史

### 黃金年代
山度士在60年代踏上高峰時期，是當時在全世界的阵容和聲譽是無與倫比的球隊。球隊擁有桑托斯鐡三角：比利（Pelé）、科蒂尼奧（Coutinho）及，還有吉爾馬（守門員）、濟托（國家隊隊長）、毛羅等名將。上世纪六十年代，該鐡三角就貢獻了近乎2,000球（比利1106场攻入1091球、貝貝750场攻入405球、科蒂尼奧457场攻入370球）。在這黃金年代共獲得9次聖保羅省聯賽冠軍、2次南美自由盃，10年內6次奪得巴西頂級足球聯賽（巴西全國足球聯賽前身）冠軍，期間更到世界各地進行友誼賽，以推廣巴西森巴足球的魅力。當推行巴西全國足球聯賽時，剛好代表山度士黃金年代的終結，山度士要在新賽制推行足足30年後才能首次奪得冠軍。

### 中止戰爭
事實證明山度士的吸引力令到人們寧願中止戰爭也要觀看他們比賽。這件奇聞發生於1969年在非洲的剛果，當山度士的航班抵達金沙薩機場轉往布拉柴维尔準備出戰剛果國家足球隊時，金夏沙（前比屬剛果）及布拉柴维尔（前法屬剛果）兩地政權正展開激烈戰爭。金夏沙並沒有遣返山度士，反而發出休戰協定，護送整支球隊安全抵達兩地的邊界，當山度士於1969年1月19日比賽完畢後，再由軍隊護送返回金夏沙。當時的剛果總統接見山度士的職球員，告訴他們必需與當地的球隊進行比賽才獲准離境。於1月21日與臨時組成的剛果國家青年足球隊比賽並以2-0勝出，但總統要求重賽，結果於1月23日山度士再度出擊，迎戰金夏沙豹隊（Kinshasa Leopards），以2-3落敗後才獲准離去。當接載山度士的航機升空後，短暫停火的邊境隨即重新展開戰爭。

### 後比利年代
1972年山度士低調地參加了首屆的巴西全國足球聯賽，隨著比利的退出職業足球行列，也標誌著山度士黃金時期的完結。自1972年以後山度士只曾奪得兩項重要錦標，分別為1978年及1984年的聖保羅省聯賽冠軍。山度士在全國錦標賽中兩度屈居亞軍，1983年累計2-4不敵法林明高，而1995年則以2-3負於保地花高，兩次決賽皆受到裁判執法尺度而受影響。80年代後期開始，山度士逐漸呈現衰落，很多人相信其光輝歲月將一去不復返。

### 球會近況
山度士在會長马塞罗·特谢拉（Marcelo Teixeira）帶領下進行復甦計劃，在財政困難時期採用新的營運方式管理球隊。其方法包括出售貴價球星及聘請有發掘年青球員潛能的頂級教練。迷信的特谢拉將其偶像之一蒙迪斯度羅馬（Modesto Roma）的塑像豎立在主場內，羅馬被稱為「球場巨人」（Gigante da Vila），是歷任管理層中體型最龐大的，更是球隊黃金年代的領導人，在整個60年代內牢固著球隊的陣容，拒絕外間球隊對出售比利的建議，他的名言是：『取諸足球，用於足球。』（"Da bola para a bola"），意為在足球賺取的金錢應用於球員的身上。山度士逐步實行其漫長的復甦計劃，包括改善球場（多年來巴西國內最差的球場之一）、投資興建基礎建設（如訓練場地、醫療及物理治療設施等）及讓球員合作成形。
復甦計劃成效逐漸顯現，年青新秀湧現，其中包括、迭戈（Diego）、艾蘭奴（Elano）、李奥（Léo）及連拿度（Renato）等。2002年山度士終於奪得期待已久的全國聯賽冠軍，2004年再次奪冠。

### 訪港比賽
1973年山度士訪問香港，友賽加山，南華應加山要求借出門將仇志強。當日下午南華要在旺角花墟球場進行聯賽，當時尚未有海底隧道連接港九兩地，為了讓仇志強能趕到香港大球場，加山特別安排直昇機接載仇志強，成為一時佳話。

## 主場球場
山度士的主場乌尔巴诺·卡尔戴拉球场（ ，亦稱）於1916年10月12日啟用，現時容量僅為20,120人。但曾於1964年0-0賽和哥連泰斯一戰擠進了33,000名觀眾！同年球場部分的露天看臺倒塌，導致181名觀眾受傷。
乌尔巴诺·卡尔戴拉球场一直是比利展現其超人球技的舞台，1964年11月21日山度士以11-0大破保地花高，比利個人獨取8球。1974年10月2日比利亦在此舉行其告別賽。

## 小資料

山度士吉祥物

- 山度士主場為全白球衣球褲，作客則為黑白直間球衣黑球褲。但按球隊規章主場應為間條球衣白球褲及白襪。
- 山度士的球迷被稱為。
- 球隊多年來被稱為「魚仔」（Peixe），但其吉祥物卻是條大鯨魚（是海洋哺乳類而非魚類）。這綽號源於山度士為海港城市，有別於其他聖保羅省大球隊來自內陸城市。
- 山度士最大的敵對球隊是哥連泰斯，在山度士最風光的歲月正正是哥連泰斯倒楣的日子，整整23年未能奪得任何錦標。

## 球會榮譽
| 取得的榮譽                  | 次數        | 年度 |             |             |             |
| 全 國 聯 賽                 | 全 國 聯 賽 | 全 國 聯 賽 | 全 國 聯 賽 | 全 國 聯 賽 | 全 國 聯 賽 |
| --------------------------- | ----------- | --- | ----------- | ----------- | ----------- |
| 巴西足球甲級聯賽冠軍        | 8           | 1961, 1962, 1963, 1964, 1965, 1968, 2002, 2004                                                                               |             |             |             |
| 省 聯 賽                    |             | |             |             |             |
| 圣保罗州足球甲级联赛冠軍    | 8           | 1935, 1955, 1956, 1958, 1960, 1961, 1962, 1964, 1965, 1967, 1968, 1969, 1973, 1978, 1984, 2006,2007,2010,2011,2012,2015,2016 |             |             |             |
| 本 土 盃 賽                 |             | |             |             |             |
| 巴西盃冠軍                  | 1           | 2010 |             |             |             |
| 里約-聖保羅錦標賽冠軍       | 5           | 1959, 1963, 1964, 1966, 1997                                                                                                 |             |             |             |
| 聖保羅省盃冠軍              | 1           | 2004 |             |             |             |
| 美 洲 賽 事(決賽比數及對手) |             | |             |             |             |
| 南美自由盃冠軍              | 3           | 1962, 1963, 2011 |             |             |             |
| 南美足協盃冠軍              | 1           | 1998 |             |             |             |
| 南美优胜者杯冠軍            | 1           | 2012 |             |             |             |
| 國 際 賽 事                 |             | |             |             |             |
| 洲際盃冠軍                  | 2           | 1962, 1963 |             |             |             |

## 著名球員
| - 比利（） - 科蒂尼奧（Coutinho） - Feitiço - Gilmar - Edu - Rodolfo Rodríguez - 济托 - Toninho Guerreiro - Araken - Maldonado |  | - Giovanni - Pita - Calvet - 迭戈 - Ramos Delgado - 三浦知良（Kazuyoshi Miura） - Abel - 李奥（） - Serginho Chulapa - Cejas - Airton Pavilhão - Mauro - Mengalvio |  | - Formiga - Laercio - 連拿度 - Fábio Costa - Alex - 迭戈 - Dorval - 邓加 - Pagão - Viola - 內馬爾 |

## 著名教練
- Lula
- Carlos Alberto Silva
- Cabralzinho
- Emerson Leão

## 外部連結
- 山度士官方網站（葡語） （页面存档备份，存于）
- SANTÁSTICO - news website about the team (Portuguese)